# Nova Scotia Route 217
De Nova Scotia Route 217 is een weg in de Canadese provincie Nova Scotia tussen Digby en de terminal in Freeport, vanwaar de veerpont naar Brier Island vertrekt. De Route 217 loopt over het schiereiland Digby Neck en Long Island. Tussen Digby Neck en Long Island loopt ook een veerpont. De weg is 64 kilometer lang. 

## Geschiedenis
Vroeger stond de Route 217 bekend als Trunk Highway 17.